# Штемме, Нина
Нина Мария Штемме (швед. Nina Stemme;  родилась 11 мая 1963 года) — шведская оперная певица, обладающая драматическим сопрано.
Сегодня оперные любители признают Штемме величайшим сопрано нашего времени, исполняющим партии из опер Вагнера. В 2010 году Майкл Киммельман писал об одной из ролей Штемме в опере Рихарда Вагнера «Валькирия»: «Что касается Брунгильды, то Нина Штемме пела просто великолепно. Трудно представить себе, чтобы кто-то звучал более уверенно и непринуждённо в этой роли, включая Кирстен Флагстад».

## Детство и образование
Штемме родилась в Стокгольме и с ранних лет проявляла интерес к музыке, играя на пианино и альте. Она училась в музыкальной школе Адольфа Фредрика (Adolf Fredriks Musikklasser), известной как школа пения и хора в Стокгольме. В течение года, будучи студентом по обмену в средней школе Лэнгли в Маклине, штат Вирджиния, она присоединилась к школьному хору, пела соло и получала награды.
Параллельно с учебой в области делового администрирования и экономики в Стокгольмском университете Штемме прошла двухгодичный курс в Стокгольмской опере. В 1989 году в Кортоне, Италия, состоялся её дебют в роли Керубино, который вдохновил Штемме на выбор карьеры профессиональной певицы. В 1994 году она окончила Стокгольмский университетский колледж оперы. Помимо двух второстепенных ролей в Королевской шведской опере в Стокгольме, она также исполнила такие партии, как Розалинда в «Летучая мышь», Мими в «Богеме», Эвридика в «Орфее и Эвридике» Глюка и Диану в «Премии La fedeltà» Гайдна.
Она пела на двух конкурсах оперных певцов: Всемирный оперный конкурс Опералия и Кардиффские голоса. Будучи победительницей конкурса Operalia в 1993 году, Штемме была приглашена основателем конкурса «Оперария» Пласидо Доминго выступить с ним на концерте в La Bastille в том же году. 1 января 1994 года этот же концерт состоялся в Мюнхене.

## Карьера

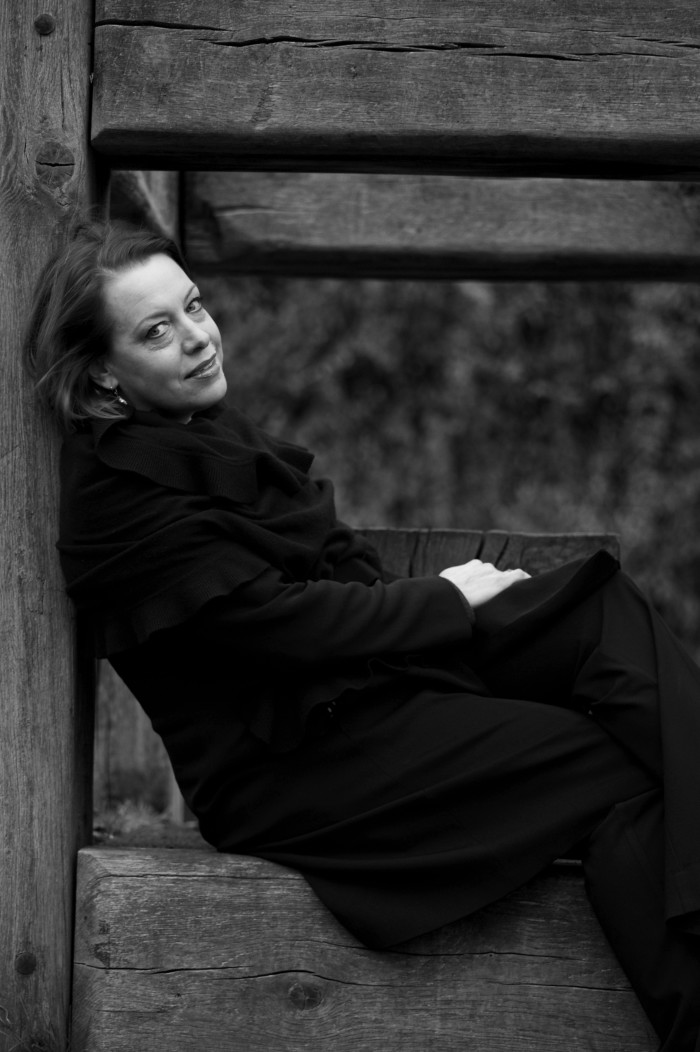
Нина Штемме, Notorious, GöteborgsOperan, 2015. Фотограф - Неда Наваи

С момента своего оперного дебюта в 1989 году в роле Керубино в Кортоне, Италия, Штемме появилась во многих оперных компаниях, включая Королевскую шведскую оперу в Стокгольме, Венскую государственную оперу, Ла Скала Милан, Дрезденскую оперу, Большой театр Женевы, Цюрихскую оперу, Театр ди Сан-Карло Неаполь, Гран Театр дель Лисе Барселона, Опера Бастилия Париж, Бавария Стаатсопер Мюнхен, Ковент-Гарден Лондон, Театр Реал Мадрид, Театр Колон Буэнос-Айрес, Метрополитен-опера Нью-Йорк, Опера Сан-Франциско, а также в Байройте, Зальцбург, на фестивалях в Савонлинне, Глиндборне и Брегенце.
Среди её ролей — Розалинда, Мими в «Богеме», Чио-Чио-Сан в «Мадам Баттерфляй», Турандот, Тоска, Манон Леско, Сестра Анжелика, Эвридика, Катерина в «Леди Макбет Мценского уезда», графиня в «Свадьба Фигаро», Маргарита, Агата, Мари, Ниссия (Кениг Кандаулес), Дженуфа, Маршаллин, Ева, Элизабет, Эльза, Сента, Зиглинде, Элизабет в «Тангейзер» и Изольда. Она получила признание критиков, выступив на Фестивальной опере в Глайндборне в 2003 году. В 2005 году она записала диск для EMI Classics в компании с Пласидо Доминго, Антонио Паппано и хором и оркестром Королевской оперы Ковент-Гарден.
Также Штемме приняла участие в Байройтском фестивале, выступив в 2005 и 2006 годах. В 2007 году она вернулась в оперу Глайндборнского фестиваля, где дебютировала в роли Изольды.
В 2006 году Штемме пела Марию в премьере Свен-Дэвид Сандстрем 24 марта в Стокгольме. Она также дебютировала в главной роли Аиды в новом спектакле в Цюрихской опере и записала свой первый альбом Четырех последних песен Ричарда Штрауса и финальных сцен. В период с 2006 по 2007 год она выступала на концертных площадках с сольными концертами, в том числе в Барселоне и Дрездене в дуэте с Антонио Паппано (фортепиано). Также она участвовала в концертах Саломе в Страсбурге и Париже и дала сольный концерт в Цюрихской опере.
В 2008 году Штемме заменила Дебору Фойгт в роли дебюта Фойгта в роли Брюнхильде в опере Зигфрида, являющейся частью нового цикла Венского государственного оперного кольца, проводимого Францем Вельзером-Мостом. Штемме также пела Brünnhilde на открытии сезона 2010 года в La Scala  и в цикле ринга 2011 года в Сан-Франциско.
В 2015 году Штемме планировала выступить в Гётеборской опере в Швеции в новой опере композитора Ханса Гефорса с либретто Керстина Перски и режиссёра Кейта Уорнера. Опера основана на шпионском триллере Альфреда Хичкока «Дурная слава» 1946 года. Состав актерского коллектива включают Катарину Карнеус, Джона Лундгрена и Михаила Вейния.
В сентябре и октябре 2016 года Штемме вернулась к роли Изольды в новой постановке Метрополитен-опера «Тристан и Изольда».
В 2017 году Штемме была солистом сопрано на фестивале Променадные концерты.
Штемме выступает в среднем 40 раз в год в разных местах по всему миру.

## Личная жизнь
Штемме живет в Стокгольме. Она замужем за сценографом Бенгтом Гомером и имеет троих детей. Она говорит на пяти языках.

## Награды
- 1993: победитель Оперы, Мировой Оперный Конкурс[9]
- 2004: получила оперный приз Svenska Dagbladet[6]
- 2005: выбрана немецким экспертом из 50 членов жюри из журнала Opernwelt в качестве ведущей оперной певицы мира[23]
- 2006: назначена членом Королевской академии музыки Швеции[24]
- 2006: назначена Ховсонгерской Карлом XVI Густавом из Швеции[25]
- 2008: получила медаль « Litteris et Artibus» от Карла XVI Густава из Швеции[13][26]
- 2010: получила премию Лоуренса Оливье за выдающиеся достижения в опере[27]
- 2010: получила итальянскую премию Premio Abbiati[28]
- 2012: снова выбрана Опернвельтом как «Певица года»[29]
- 2012: назначена в австрийскую Kammersängerin[30]
- 2012: Граммофон Award за лучшую Opera запись была присуждена DECCA, Фиделио с Stemme исполнила роль Леоноры с Люцерне фестивальный оркестр под руководством Клаудио Аббадо[31]
- 2013: выбрана ведущей оперной певицей мира по версии Международной оперной премии[32]
- 2014: получила девятую ежегодную премию Opera News Award[33]
- 2014: награждена Почетным призом города Стокгольма 2014[34]
- 2016: диплом почетного доктора, Лундский университет, Швеция[35]
- 2016: Получила шведскую премию Юсси Бьёрлинга[36]
- 2018: Премия Биргит Нильссон

## Дискография
- Изольда в Ричард Вагнер с Тристан и Изольда . (3 CD + 1 DVD). EMI 7243 5 58006 2 6
- Штраус, Ричард, Вьер Летцте Лидер. Финальная сцена из каприччио. Финальная сцена из Саломеи. EMI Classics 0946 3 78797 2 6
- Изольда в «Тристане и Изольде» Вагнера. Глайндборнский фестиваль. Dir. Иржи Белохлавек. Opus Arte DVD OA 0988 D
- Леонора в фильме Бетховена «Фиделио». Dir. Клаудио Аббадо. Зальцбургский Фестшпиле. Декка 478 2551 (коробка), (478 2552, 478 2553)
- В главной роли Яначека в «Енуфа». Dir. Питер Шнайдер. В прямом эфире Гран Театр дель Лисеу, Барселона, 2005. DVD. Наксос
- Сента в Вагнеровском Дерфлиганде Холландер . Dir. Дэвид Парри . Чандос 3119 (2 CD). (Опера на английском)
- Mortelmans' концерт ария Миньон (Kennst дю дас Land). Жольт Хамар, дирижёр; Фламандский радио оркестр . В полях Фландрии, том. 33. Федра 92033
- Заглавная роль в Аиде Верди. Züricher Opernhauses . Dir. Адам Фишер . DVD. БелАир Классика
- Первый международный голосовой конкурс Пласидо Доминго — Гала-концерт . Dir. Евгений Кон . Sony классическая 01-046691-10
- Маршаллин в Штраусе Der Rosenkavalier . Chor des Züricher Opernhauses . Нина Штемме, Малин Хартелиус мфл. Zürich. Dir. Франц Вельзер-Мост . EMI. DVD
- Леонора в Верди La Forza Del Destino . Chor und Orchestra der Wiener Staatsoper, реж. Зубин Мехта . Унител классика (PROFIL 708108). DVD.
- Виктория и Она / сопрано в Ингвар Лидхольм, A Dream Play (Шведский: Ett drömspel) : опера с прелюдией и двумя действиями. С Хоканом Хагегардом . Каприз CAP 22029: 1-2. (2 CD)
- Изольда в «Тристане и Изольде» Вагнера. Rundfunk-Sinfonieorchester Berlin, прямой эфир 2012-03-27. Dir. Марек Яновский . PentatoneClassics PTC 5186404.
- Элизабет в Вагнерском Тангейзере. Dir. Марек Яновский . PentatoneClassics PTC 5186405
- Минни в Пуччини La Fanciulla Del West. DVD. Dir. Пьер Джорджио Моранди. Королевская опера Стокгольм . Euroarts Unitel Classica
- Брюнхильде в фильме Вагнера «Die Walküre». Йонас Кауфманн, Аня Кампе, Рене Папе . Мариинский оркестр, реж. Валерий Гергиев . MARO527
- Зиглинде в фильме Вагнера «Die Walküre». Dir. Франц Вельзер-Мост . Wiener Staatsoper 2 декабря 2007 г. Orfeo C875 131B
- Везнер Везендонк Лидер. Шведский камерный оркестр. Dir. Томас Даусгаард . BIS 2022
- Везнер Везендонк Лидер; Песни Нистроя у моря; Семь французских песен де Бека . Юзеф Де Бинхауэр, фортепиано. В полях Фландрии, том. 40. Федра 92040
- Везнер Везендонк Лидер. Зальцбургский фестиваль, реж. Марисс Янсонс . DVD Euroarts.

## Внешние ссылки
- ninastemme.com — официальный сайт Нина Штемме
- Биография на сайте Artistman
- Королевский оперный театр Стокгольм
- Нью-Йорк Таймс обзор Стемме в Тристане в Байройте (2006)
- Нина Stemme Operabase